# リチャード・ボイル (第2代シャノン伯爵)

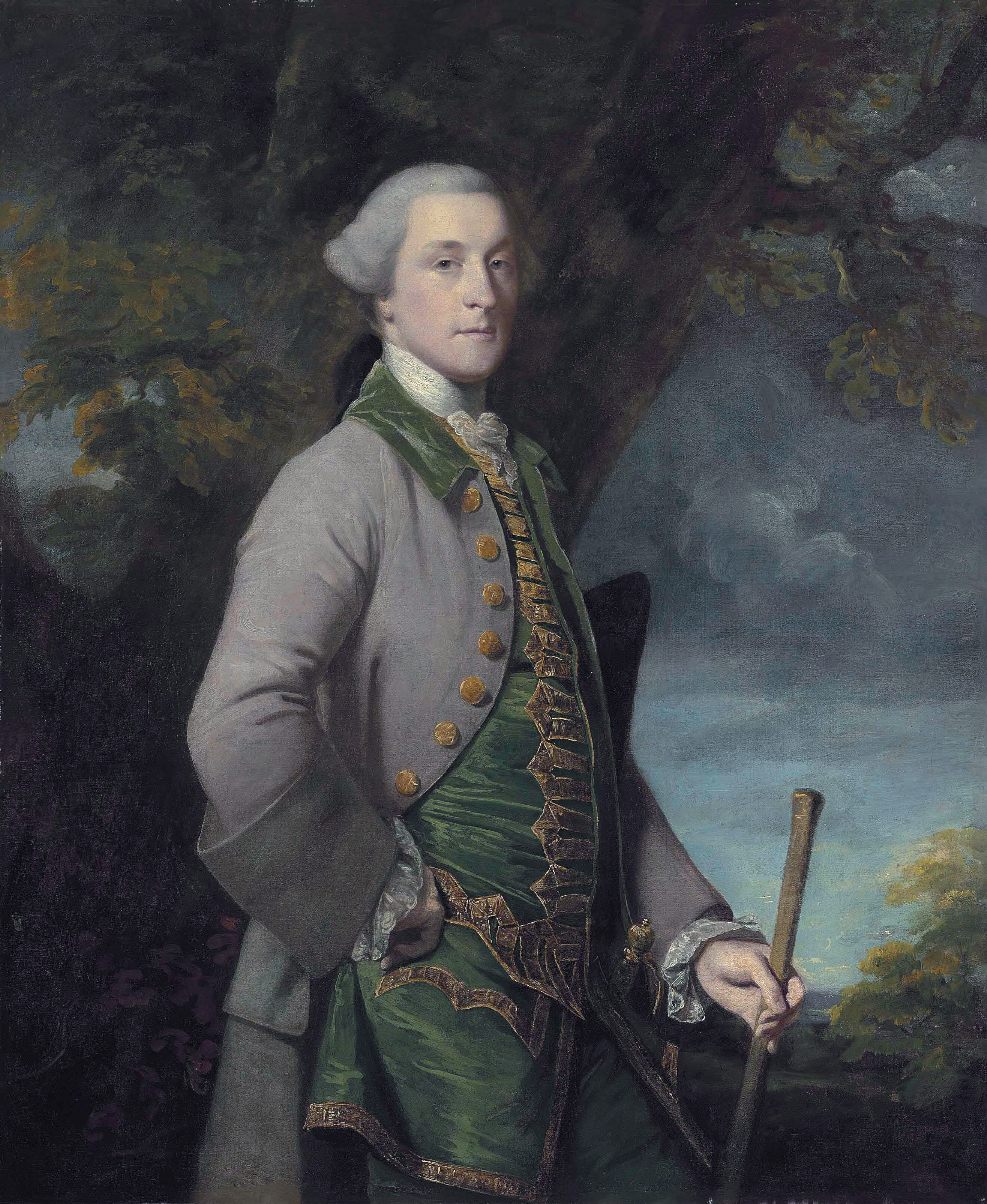
ジョシュア・レノルズによる肖像画。

第2代シャノン伯爵リチャード・ボイル（英語: Richard Boyle, 2nd Earl of Shannon KP PC PC (Ire)、1728年1月30日 – 1807年5月20日）は、アイルランド王国出身の貴族、政治家。1756年から1764年までボイル子爵の儀礼称号を使用した。アイルランド兵站部総監、アイルランド副大蔵卿を歴任した。

## 生涯
初代シャノン伯爵ヘンリー・ボイルとヘンリエッタ・ボイル（Henrietta Boyle、1701年2月9日 – 1746年12月13日、第3代コーク伯爵チャールズ・ボイルの娘）の息子として、1728年1月30日に生まれた、2月16日にピカデリーの聖ジェームズ教会で洗礼を受けた。1744年10月13日、ダブリン大学トリニティ・カレッジに入学した。
1749年から1760年までダンガーヴァン選挙区の代表としてアイルランド庶民院議員を務めた後、1761年の選挙においてコーク・カウンティ選挙区とクロナキルティ選挙区で当選、前者の代表として1764年まで議員を務めた。ただし、ウィリアム・ジョン・マコーマックとパトリック・ギランが1998年に出版した"Blackwell Companion to Modern Irish Culture"によると、「リチャードは、その父が長期間にわたりアイルランド庶民院を支配したような政治的才能は、持ち合わせていなかった」という。
1764年12月28日に父が死去すると、シャノン伯爵位を継承、1765年10月22日にアイルランド貴族院議員に就任した。翌年にアイルランド枢密院の枢密顧問官とアイルランド兵站部総監（1770年まで在任）に任命されたほか、1781年12月から1789年までアイルランド副大蔵卿の1人を務め、1782年1月9日にグレートブリテン枢密院の枢密顧問官に任命された。アイルランド大蔵卿の官職が1793年に委員会制に変更された後は1793年から1804年まで大蔵卿委員を務めた。
1783年2月5日に聖パトリック騎士団が創設されると、同年3月11日に定員15名のうちの1人に選出された。
1786年8月6日、グレートブリテン貴族であるヨークシャーにおけるカールトンのカールトン男爵に叙された。同年、コーク県総督に任命された。"Blackwell Companion"によると、カールトン男爵への叙爵は国王ジョージ3世への政治的奉仕に対する報償だった。シャノンは「国内政治の勢力であり続け」、ダブリン城の政府を支えた。換言すれば、1770年代から80年代にかけてアイルランドで継続していたイギリスの支配を積極的に支持した。
"Blackwell Companion"によると、1788年の摂政危機により1789年に全ての役職から引退した。すなわち、ジョージ3世は1788年夏に精神状態が悪化すると、9月25日から11月20日まで議会を閉会することを宣言したが、この閉会中に錯乱し、一時は危篤状態になった。11月に議会が再開したときには、伝統的に王座から行う開会の国王演説もできなかったが、開会の国王演説の前にはいかなる手続きも進められないというのが長期間にわたる慣習法だった。小ピット政権は摂政を導入する計画を立てたが、摂政の権限の有無は疑わしいものであり、シャノン伯爵は摂政危機をもって一旦政権と決別したが、1790年代半ばまでには政界に戻り、再びダブリン城の政府を支援するようになった。
アイルランド王国とグレートブリテン王国の合同を強く支持したが、"Blackwell Companion"はこの決定によりシャノン伯爵の「政治的基盤が崩壊」したと評している。
1807年5月20日、キャッスルマーターで死去、息子ヘンリーが爵位を継承した。
死去から100年以上経過した1982年、息子ヘンリーへの手紙（大半が1798年に書かれたものだった）が出版された。

## 家族
1763年12月15日、キャサリン・ポンソンビー（Catharine Ponsonby、1747年4月29日 – 1827年1月30日、ジョン・ポンソンビーの娘）と結婚、1男1女をもうけた。
- キャサリン・ヘンリエッタ（1768年1月12日 – 1815年7月8日） - 1784年2月12日、初代バンドン伯爵フランシス・バーナードと結婚、子供あり
- ヘンリー（1771年8月8日 – 1842年4月22日） - 第3代シャノン伯爵